# Bobby Coleman

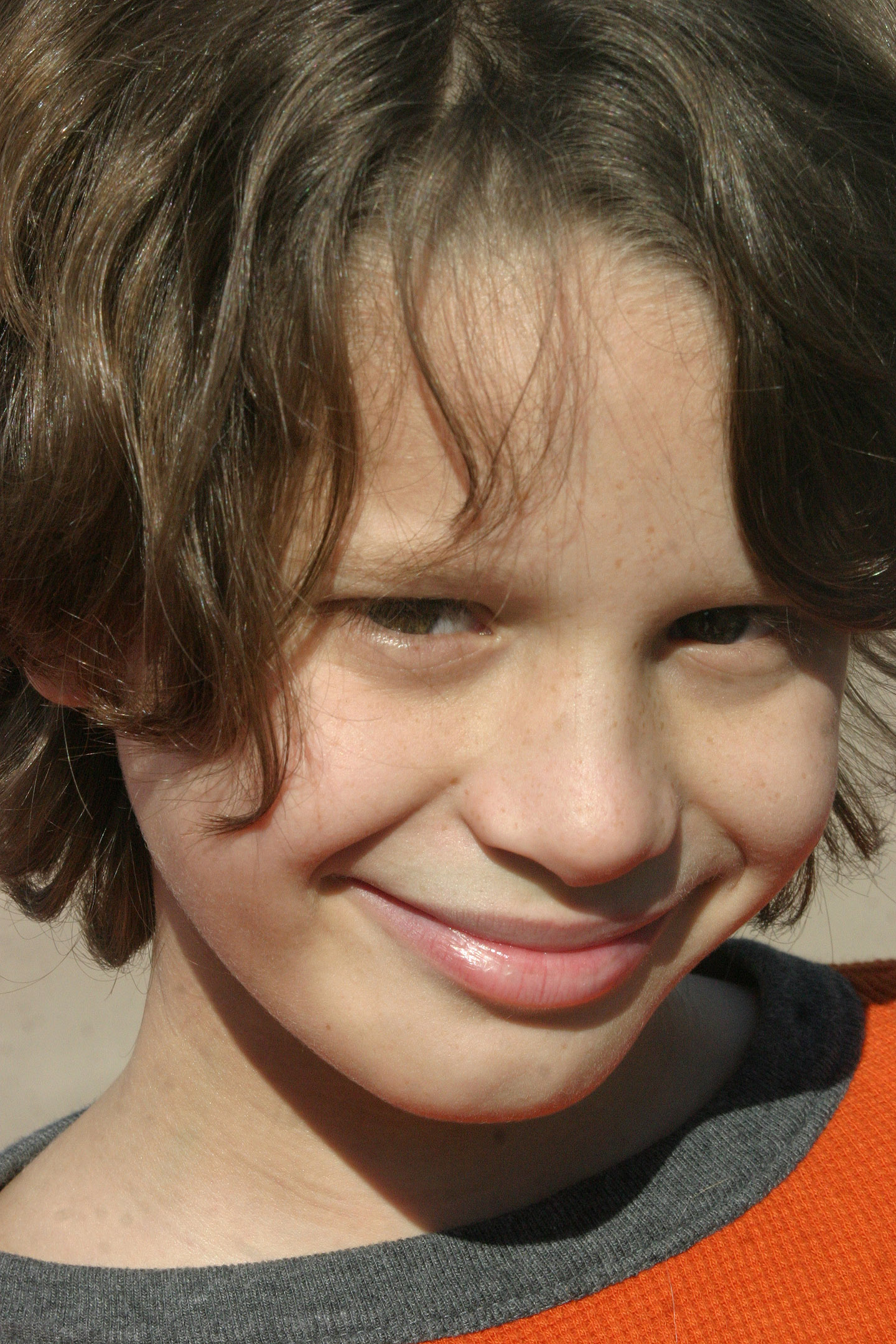
Bobby Coleman (2007)

Bobby Coleman (eigentlich: Robert Moorhouse Coleman III; * 5. Mai 1997 in Pasadena, Kalifornien) ist ein US-amerikanischer Filmschauspieler.

## Leben
Bobby Coleman wurde als Sohn des Schauspielerehepaares Robert Moorehouse und Doris Berg Coleman geboren. Seine älteste Schwester Holliston (* 1992) ist ebenfalls als Schauspielerin tätig.
Bekannt wurde Bobby Coleman durch die Mysteryserie Surface – Unheimliche Tiefe; davor war er in Episoden der Fernsehserien JAG – Im Auftrag der Ehre und Medium – Nichts bleibt verborgen vor der Kamera präsent gewesen.
Auf der Kinoleinwand konnte man Coleman bis dato in den Spielfilmen Frau mit Hund sucht … Mann mit Herz, Friends with Money, Mein Kind vom Mars und The Glass House 2 (2006) sehen. Außerdem spielte er in dem Kinofilm Mit Dir an meiner Seite mit. Bobby spielt hier die Rolle des ca. 10-Jährigen Jonah Miller, dem Bruder von Veronica „Ronnie“ Miller (Miley Cyrus). Außerdem hatte er 2009 eine kleine Rolle in dem Film (Traum)Job gesucht neben Alexis Bledel. 2010 hatte er einen Gastauftritt in der Fernsehserie Private Practice und 2011 zwei in der Horrorserie R.L. Stine’s The Haunting Hour.